# Riacho do Meio

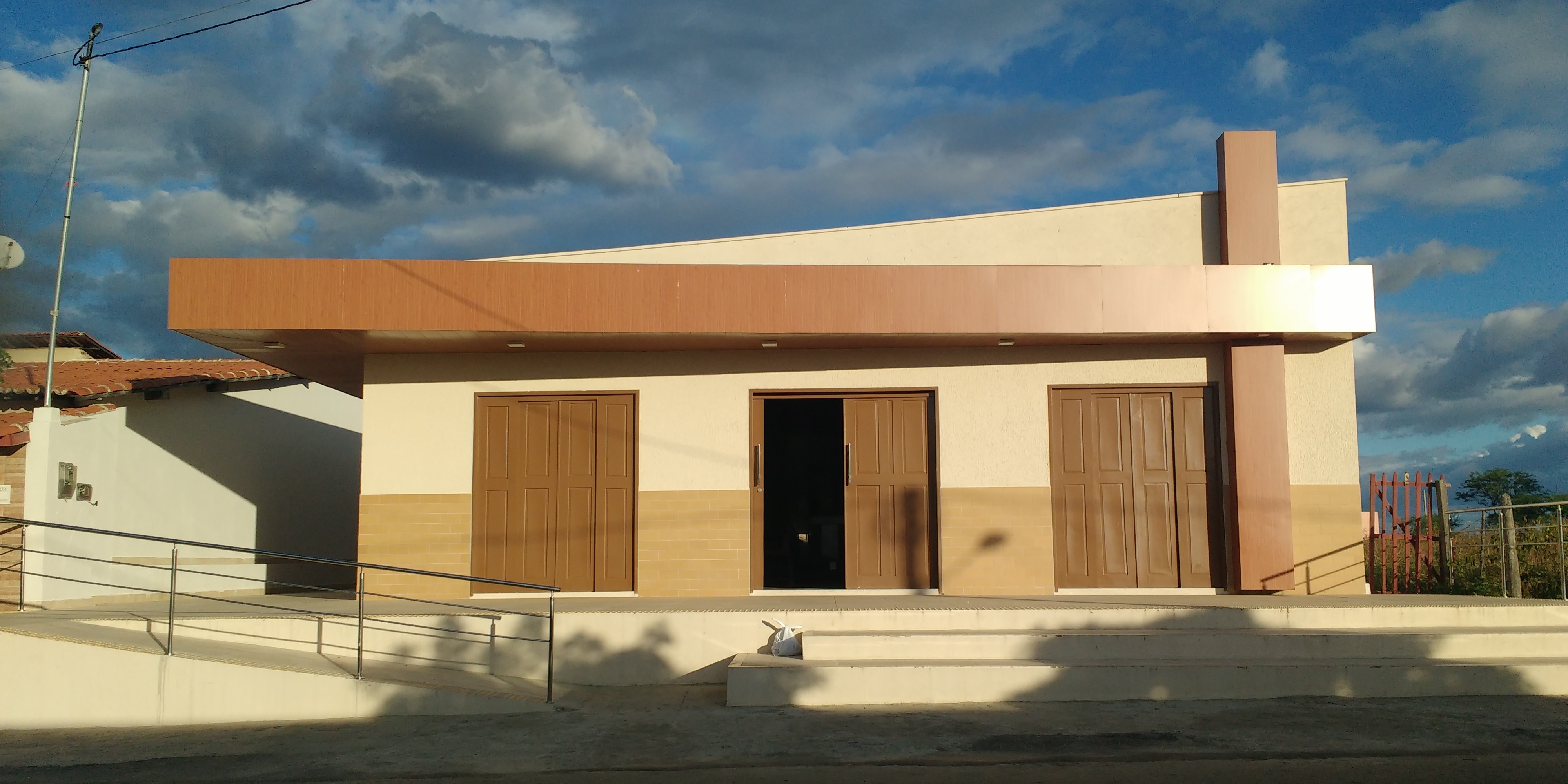
Capela Santo Antônio, padroeiro do bairro

Riacho do Meio é um bairro do município brasileiro de Pau dos Ferros, interior do estado do Rio Grande do Norte.
Está situado às margens do Açude 25 de Março, reservatório mais antigo de Pau dos Ferros, inaugurado em 1897 com capacidade para quase dez milhões de metros cúbicos. Quando o açude atinge sua capacidade máxima, ele transborda e sua sangria divide o bairro ao meio, sendo esta a etimologia do topônimo "Riacho do Meio". O padroeiro do bairro é Santo Antônio, o santo casamenteiro.
Atravessado pela rodovia estadual RN-177, na saída para o município de Encanto, o Riacho o Meio abriga o Ginásio de Esportes Vereador Milton França, bem como o Cemitério Parque da Saudade (conhecido como Cemitério Novo, o mais recente da cidade), ao lado do ginásio, e uma escola de primeiro grau (Escola Estadual João Escolástico), além de uma unidade básica de saúde e alguns estabelecimentos comerciais.
Abriga dois núcleos habitacionais: José Nicodemos de Lima e Olívio de Souza Medeiros, o primeiro conhecido como Carvão.